# Richard Prause
Richard Prause (* 9. März 1968 in Oberhausen) ist ein deutscher Tischtennisspieler, -trainer und -funktionär. Er war von 1999 bis 2010 Bundestrainer der Herren und ist seit August 2015 Sportdirektor beim Deutschen Tischtennis-Bund DTTB.

## Karriere als Spieler
Zwischen 1992 und 1997 bestritt der Linkshänder Prause 38 Länderspiele. Sein erster internationaler Erfolg war der Gewinn der internationalen englischen Meisterschaften 1992 mit der deutschen Mannschaft. In der Europaliga besiegte er als 128. der Weltrangliste die damalige Nummer 8 der Weltrangliste Andrzej Grubba. In diesem Jahr wurde er zur Europameisterschaft für die Individualwettbewerbe nominiert. Bei der EM 1994 holte er mit der deutschen Mannschaft Bronze, 1996 Platz 5.
Zweimal nahm er an Weltmeisterschaften teil. Mit dem Team erreichte er 1993 Platz 3 und 1995 Platz 5. Im Mannschaftsturnier European Nations Cup gewann er 1993 und 1995 jeweils Silber. Mit dem Verein TTF Liebherr Ochsenhausen siegte er 1996 im europäischen Nancy-Evans-Cup.
Mehrmals nahm Prause an den deutschen Meisterschaften teil. 1993 wurde er Vizemeister im Einzel, 1994 und 1995 gewann der den Titel im Mixed, jeweils mit Nicole Struse. Mit dem TTC Grenzau wurde er 1993 Deutscher Pokalsieger, zwei Jahre später gewann er das Bundesranglistenturnier DTTB TOP-12.

### Vereine
- vor 1980 Start der Karriere bei der TG 05 Nieder-Roden
- 1980–1986: Eintracht Frankfurt[2]
- 1986–1988: FTG Frankfurt (2. BL)[3]
- 1988–1990: TTC Grenzau
- 1990–1992: Spvg Steinhagen
- 1992–1993: TTC Grenzau
- 1993–1994: Spvg Steinhagen
- 1994–1996: TTF Ochsenhausen
- 1996–1997: TTC Grenzau
- 1997–1998: TTC Helga Hannover
- 1998–2000: TTV Gönnern
- 2000–2004: TSV Gräfelfing
- 2004–2007: TSV Eintracht Felsberg (2. BL)
- 2007–2016: TG 05 Nieder-Roden (Regionalliga)
- seit 2016: TG 1953 Langenselbold

## Karriere als Trainer
Im Juli 1999 wurde Prause beim Deutschen Tischtennis-Bund DTTB als Trainer engagiert. Zunächst arbeitete er als Co-Trainer der Herrenmannschaft. Ab Oktober 2000 betreute er als Nachfolger von Martin Adomeit die deutsche Damenmannschaft. Sein Debüt als Cheftrainer war der Sieg des Teams in der Europaliga gegen die Tschechische Republik im Oktober 2000. 2004 löste er Istvan Korpa als Bundestrainer der Herren ab. Von Sommer 2010 bis 2015 wirkte er an der Werner Schlager Academy (WSA) in Schwechat bei Wien, sein Nachfolger als DTTB-Bundestrainer ist Jörg Roßkopf. Um 2013 war er neben seiner Tätigkeit in der WSA Coach des SVS Niederösterreich. Im August 2015 wurde er Sportdirektor beim Deutschen Tischtennis-Bund DTTB, er löste Dirk Schimmelpfennig ab.
Prause ist ebenfalls als Berater und Vortragsredner tätig.

## Ergebnisse als Trainer
| Verband | Veranstaltung       | Jahr | Modus             | Spieler                                                                       | Erfolg |
| ------- | ------------------- | ---- | ----------------- | ----------------------------------------------------------------------------- | ------ |
| GER     | Weltmeisterschaft   | 2005 | Herren-Doppel     | Timo Boll, Christian Süß                                                      | 2      |
| GER     | Weltmeisterschaft   | 2006 | Herren-Mannschaft | Timo Boll, Christian Süß, Jörg Roßkopf, Zoltan Fejer-Konnerth, Bastian Steger | 3      |
| GER     | Europameisterschaft | 2007 | Herren-Einzel     | Timo Boll                                                                     | 1      |
| GER     | Europameisterschaft | 2007 | Herren-Mannschaft | Timo Boll, Christian Süß, Bastian Steger, Dimitrij Ovtcharov, Jörg Roßkopf    | 1      |
| GER     | Europameisterschaft | 2007 | Herren-Doppel     | Timo Boll, Christian Süß                                                      | 1      |
| GER     | Weltmeisterschaft   | 2007 | Herren-Einzel     | Dimitrij Ovtcharov                                                            | 3      |
| GER     | Europameisterschaft | 2008 | Herren-Einzel     | Timo Boll                                                                     | 1      |
| GER     | Europameisterschaft | 2008 | Herren-Doppel     | Timo Boll, Christian Süß                                                      | 1      |
| GER     | Europameisterschaft | 2008 | Herren-Mannschaft | Timo Boll, Dimitrij Ovtcharov, Christian Süß, Bastian Steger                  | 1      |
| GER     | Olympia             | 2008 | Herren-Mannschaft | Timo Boll, Dimitrij Ovtcharov, Christian Süß                                  | 2      |
| GER     | Europameisterschaft | 2009 | Herren-Mannschaft | Timo Boll, Dimitrij Ovtcharov, Christian Süß                                  | 1      |
| GER     | Europameisterschaft | 2009 | Herren-Doppel     | Timo Boll, Christian Süß                                                      | 1      |
| GER     | Europameisterschaft | 2009 | Herren-Einzel     | Timo Boll                                                                     | 3      |
| GER     | Weltmeisterschaft   | 2010 | Herren-Mannschaft | Timo Boll, Dimitrij Ovtcharov, Christian Süß, Bastian Steger, Patrick Baum    | 2      |

### Auszeichnungen
2007 und 2008 wählte ihn der Verband Deutscher Tischtennistrainer zum Trainer des Jahres.

## Privat
Prause ist seit Juni 2000 mit seiner Frau Susanne verheiratet. Mit ihr hat er zwei Söhne.

## Turnierergebnisse
| Verband | Veranstaltung      | Jahr | Ort        | Land | Einzel     | Doppel    | Mixed     | Team |
| ------- | ------------------ | ---- | ---------- | ---- | ---------- | --------- | --------- | ---- |
| GER     | Pro Tour           | 1999 | Linz/Wels  | AUT  |            | letzte 16 |           |      |
| GER     | Pro Tour           | 1998 | Courmayeur | ITA  | Rd 1       |           |           |      |
| GER     | Pro Tour           | 1997 | Linz       | AUT  |            | letzte 32 |           |      |
| GER     | Pro Tour           | 1997 | Gdańsk     | POL  | letzte 32  |           |           |      |
| GER     | Weltmeisterschaft  | 1995 | Tianjin    | CHN  | letzte 128 | Scratched | Qual      | 5    |
| GER     | Weltmeisterschaft  | 1993 | Göteborg   | SWE  | letzte 64  | Qual      | letzte 32 | 3    |
| GER     | WTC-World Team Cup | 1995 | Atlanta    | USA  |            |           |           | 2    |
| GER     | WTC-World Team Cup | 1994 | Nimes      | FRA  |            |           |           | 5    |